# ニザーム・ジェディード

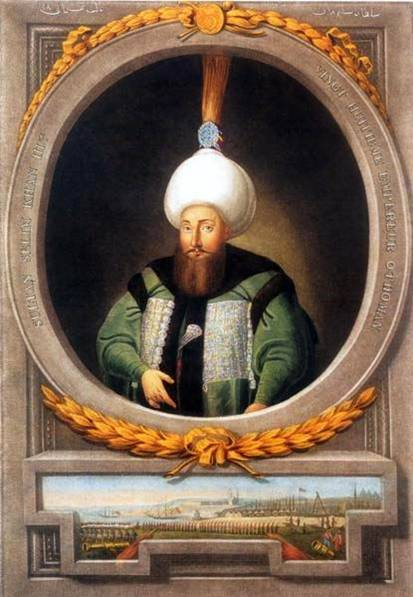
セリム3世

ニザーム・ジェディード（オスマン・トルコ語：Nizam-ı Cedid）は、オスマン帝国の第28代皇帝セリム3世が、帝国の衰退を防ぐための近代化政策の一環として創設した西洋式新軍隊である。ニザーム・ジェディードとは、「新たな秩序（New Order）」を意味する。
ニザーム・ジェディード自体は改革の途中でセリム3世が廃位されてしまったため、あまり活躍はしなかったものの、軍近代化の流れはムハンマド常勝軍に引き継がれることになった。

## 概要
セリム3世が皇帝に即位した頃（1789年）には、当時オスマン帝国軍の主力であったイェニチェリは完全に時代遅れになっており、それだけではなく、それまでに獲得した特権や軍事力を利用し頻繁に政治に介入する非常に危険な集団になっていた。
ニザーム・ジェディードの設立は、軍の近代化とイェニチェリ軍団解体の両方を成し遂げる事を目的とした意欲的な改革だった。セリム3世によって設立されたニザーム・ジェディードは今までのオスマン帝国軍の部隊と違い、軍装から軍規までほぼ完全に西洋化されていた事が一番の特長だった。
また、ニザーム・ジェディードはイェニチェリ軍団の反省からか特殊な階層ではなく、普通の「軍隊」として育成された部隊であり、銃器なども最新式のものが導入されていた。
だが、自分らの既得権益を守ろうとしたイェニチェリ軍団は当然の如くこの改革に反対し、最終的には1807年にセリム3世を帝位から排除して幽閉した上、1808年に殺害してしまった。
ただし軍近代化の動きはこれで止まったわけではなく、セリム3世の後に即位した従兄弟のマフムト2世はこの流れを引き継いで、軍の近代化を暫時すすめ、その上で1826年にイェニチェリの兵舎を攻撃してこれを解体する事に成功し、新式軍隊である「ムハンマド常勝軍」を創設した。